# تومي جالو
تومي جالو (بالفنلندية: Tomi Jalo)‏ هو مدرب كرة قدم ولاعب كرة قدم فنلندي في مركز الوسط، ولد في 22 أكتوبر 1958 في توركو في فنلندا، وتوفي بنفس المكان في 14 يناير 2009. لعب مع نادي توركو.

## وصلات خارجية
- تومي جالو على موقع الاتحاد الدولي (مؤرشف)  (الإنجليزية)
- تومي جالو على موقع قاعدة بيانات كرة القدم.إي يو (الإنجليزية)
- تومي جالو على موقع ناشيونال فوتبول تيمز (الإنجليزية)
- تومي جالو على موقع عالم كرة القدم.نت (الإنجليزية)
- تومي جالو على موقع أوليمبيديا (الإنجليزية)